# Skagi

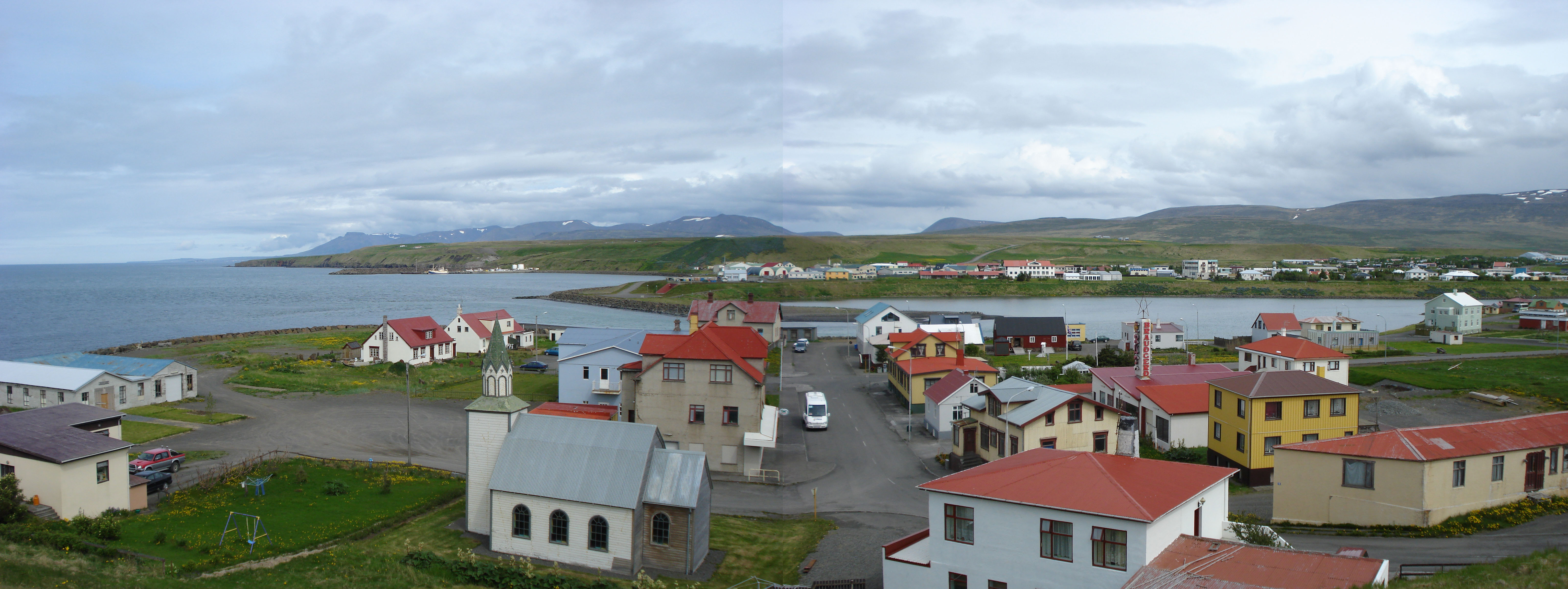
Blönduós, im Hintergrund die Berge der Halbinsel Skagi

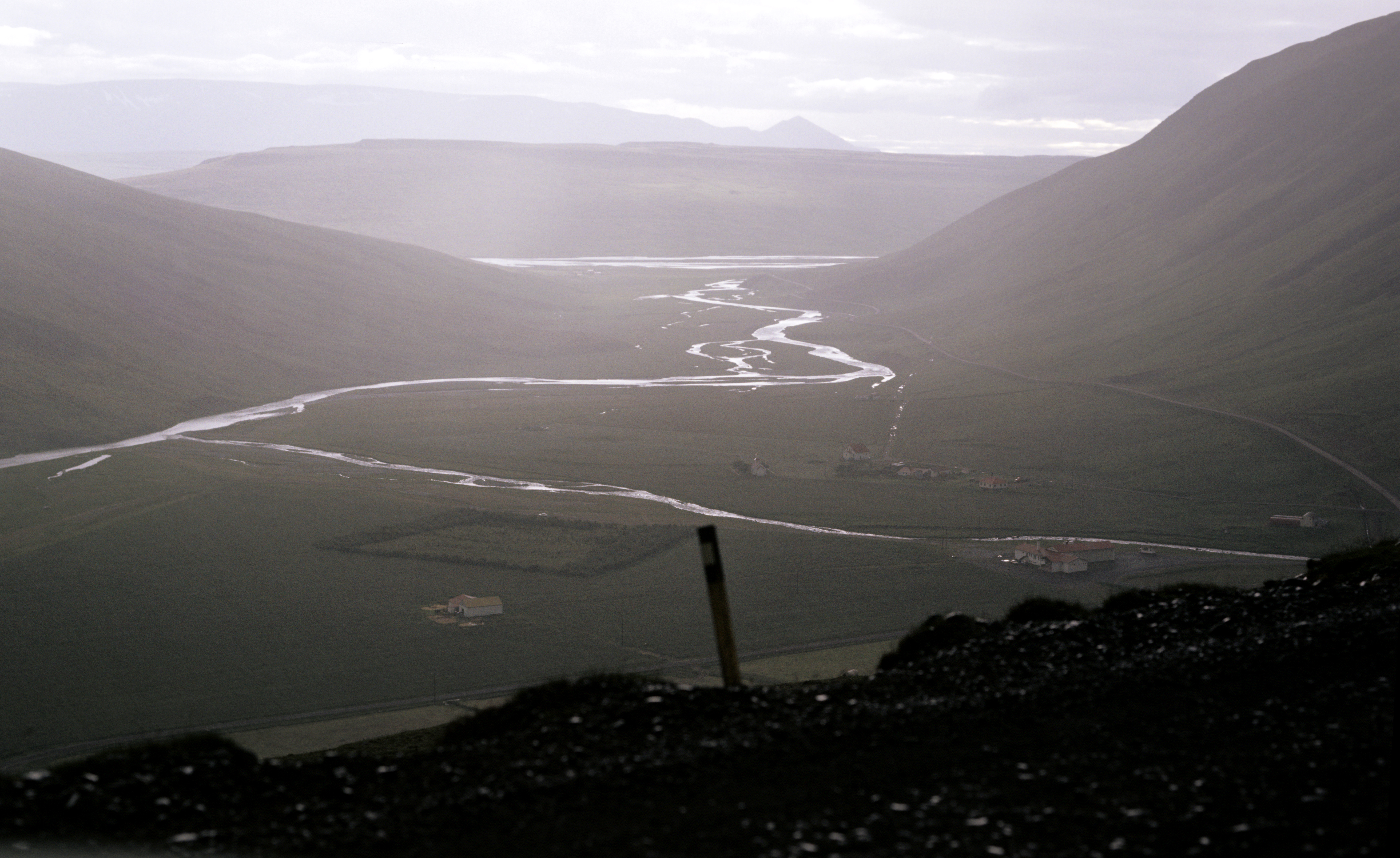
Pass bei Bolstaðahlíð auf Skagi

Die Halbinsel Skagi liegt im Norden Islands.

## Name
Im Isländischen beschreibt der Begriff skagi eine Halbinsel.

## Lage
Sie liegt westlich des Skagafjörður und östlich der Bucht Húnaflói.

## Beschreibung
Die Spitze der Halbinsel, Skagaheiði, ist eher flach. Dagegen steigen Richtung Süden die Berge bis ca. 750 m an.
Die Küsten der Halbinsel sind meist flach und weisen keine Buchten auf.

## Geologie
Bis vor etwa 7 Millionen Jahren verlief die damals aktive Riftzone von Snæfellsnes ausgehend über die Halbinsel Skagi und von dort ins Nordpolarmeer. Damals gab es auf Skagi aktiven Vulkanismus. Anschließend verlagerte sich die Riftzone nach Osten.

## Besiedelung und Landwirtschaft
Der Großteil der äußeren Halbinsel ist nicht (mehr) bewohnt. Jedoch nutzt man die Strände für die Eiderentenaufzucht. Die Bauern, denen der entsprechende Grund gehört, profitieren von den Daunen, aber auch vom angeschwemmten Treibholz. Die Weiden werden für die Schafzucht und Pferdezucht genutzt.
Auf der Westseite der Halbinsel befinden sich noch einige bewirtschaftete Höfe.
Die kleinen Orte Sauðárkrókur und Blönduós begrenzen die Halbinsel im Südwesten bzw. Südosten.
Im Westen von Skagi liegt zudem das Dorf Skagaströnd.

## Verkehrsanbindung
Der Skagastrandarvegur, die Straße 74, verbindet auf 22 km Länge Blönduós an der Ringstraße
mit dem Ort Skagaströnd. Weiter im Norden führt der 83 km lange Skagavegur, die Straße 745, weiter nach Sauðárkrókur und umrundet dabei die Spitze der Halbinsel, wohingegen die Straße 744 die Halbinsel etwas nördlich von Blönduós quert und ebenfalls nach Sauðárkrókur im Skagafjörður führt.
Die Ringstraße stellt die Hauptverbindung zwischen Húnavatnssýsla (Blönduós) und Skagafjörður (Varmahlíð) über den Pass Bolstaðahlið bzw. Vatnsskarð her.
Es führen keine anderen Straßen durch die Halbinsel, auf der es viele Seen gibt.
Südlich von Blönduós hat man einen Flugplatz eingerichtet, der seit 1973 in Betrieb ist.

## Eisbären
Im Jahr 2008 wurden 2 Eisbären auf Skagi gesichtet und erschossen. Sie waren wohl mit Treibeis von Grönland aus dorthin gelangt. Im einen Fall versuchte man das Tier zu retten und ließ für teures Geld einen Spezialisten aus Dänemark einfliegen, aber bevor er in Aktion treten konnte, wurde der Eisbär erschossen.